# 623 Batalion Kozacki
623 Batalion Kozacki (ros. 623-й казачий батальон, niem Kosaken-Bataillon 623) – oddział wojskowy Wehrmachtu złożony z Kozaków podczas II wojny światowej
Batalion został sformowany w listopadzie/grudniu 1942 r. w centralnej części frontu wschodniego z przekształcenia I batalionu 6 Mieszanego Pułku Kozackiego. Miał pięć kompanii. Na jego czele stanął mjr Brenner. W maju 1943 r. batalion włączono do 201 Dywizji Bezpieczeństwa gen. Alfreda Jacobi. W październiku tego roku batalion przeniesiono do okupowanej Francji, gdzie w rejonie Royan wszedł w skład 750 Kozackiego Pułku Specjalnego Przeznaczenia mjr. Ewerta von Rentelna. W poł. kwietnia 1944 r. stał się II batalionem 360 Kozackiego Pułku Grenadierów, na który przemianowano 750 Kozacki Pułk Specjalnego Przeznaczenia. We wrześniu tego roku batalion włączono w skład 5 Ochotniczego Pułku Kadrowego Ochotniczej Dywizji Kadrowej. W lutym 1945 r. przydzielono z kolei do nowo formowanej na Bałkanach Samodzielnej Kozackiej Brygady Płastuńskiej płk. Iwana N. Kononowa w składzie XV Kozackiego Korpusu Kawalerii SS.